# Даниела Рока
Даниела Рока (на италиански: Daniela Rocca) е италианска актриса, писателка и манекенка.

## Биография
Родена е на 12 септември 1937 година в Ачиреале, Сицилия. През 1953 година печели конкурса „Мис Катания“ и участва в „Мис Италия“, след което работи като манекенка и започва да се снима в киното. Широка известност получава с ролята си в „Развод по италиански“ (Divorzio all'Italiana, 1961). През следващите години развива сериозно психическо заболяване и прекратява актьорската си кариера, след като през 1967 г. е приета в психиатрична клиника. По-късно пише и издава няколко книги.
Даниела Рока умира на 28 май 1995 година в Мило.

## Избрана филмография
| година | филм                           | оригинално заглавие           | роля           | режисьор                  |
| ------ | ------------------------------ | ----------------------------- | -------------- | ------------------------- |
| 1959   | Калтики, безсмъртното чудовище | Caltiki – il mostro immortale | Линда          | Рикардо Фреда, Марио Бава |
| 1959   | Битката при Маратон            | La battaglia di Maratona      | Харис          | Жак Турнюр, Марио Бава    |
| 1959   | Легионите на Клеопатра         | Le legioni di Cleopatra       | Тейре          | Виторио Котафави          |
| 1961   | Развод по италиански           | Divorzio all'Italiana         | Розалия Чефалу | Пиетро Джерми             |